# Овсянниково (городской округ Клин)
Овсянниково — деревня в Клинском районе Московской области, в составе Воздвиженского сельского поселению. Население — 5 чел. (2010). До 2006 года Овсянниково входило в состав Воздвиженского сельского округа.
Деревня расположена в северо-западной части района, примерно в 28 км к западу от райцентра Клин, на левом берегу реки Яузы, высота центра над уровнем моря — 134 м. Ближайшие населённые пункты — Дурасово и Степанцево на севере, Свистуново на западе.

## Население
| 2002 | 2006 | 2010 |
| ---- | ---- | ---- |
| 6    | ↘2   | ↗5   |